# Bert Bandstra
Bert Andrew Bandstra (25 de janeiro de 1922 – 23 de outubro de 1995) serviu um mandato como representante democrata dos EUA pelo centro-sul de Iowa, vencendo a eleição em 1964, mas perdendo as eleições em 1966 e 1968.
Nascido no Condado de Monroe, Iowa, Bandstra serviu na Marinha dos Estados Unidos de 1942 a 1945 e depois retornou para Iowa. Ele se formou em 1950 no Central College em Pella, Iowa, e depois se formou em direito pela Faculdade de Direito da Universidade de Michigan em Ann Arbor, Michigan, em 1953. Retornando a Iowa para exercer advocacia privada, ele atuou como procurador do Condado de Marion, Iowa, de 1955 a 1959. Ele então serviu na equipe do representante democrata dos Estados Unidos, Neal Edward Smith, de Iowa, de 1959 a 1964.
Em 1964, como parte de uma vitória esmagadora dos democratas, Bandstra foi eleito para representar o 4º distrito congressional de Iowa na Câmara dos Representantes dos EUA. derrotando o atual republicano John Henry Kyl.
Em 1965, Bandstra propôs uma resolução para alterar o hino nacional.